# Lantaarnfeest
Met het lantaarnfeest hangen families lampionnen voor hun deur, en eindigt het Chinese nieuwjaarsfeest. Dat gebeurt op de 15e dag van het nieuwe jaar in de Chinese kalender. Op deze dag eet men tangyuan in suikersoep. Behalve in China wordt dit feest ook in Taiwan, Korea en Japan gevierd.